# 麻九畴
麻九畴（1182年—1232年），字知幾，初名文纯，金朝易州人。
生于金大定二十二年（1182年），三歲即識字。金章宗召见他，问他：“汝入宫殿中，亦惧怯否？”对曰：“君臣，父子也。子宁惧父耶？”性隘狭，交游不多，喜好醫術，與名醫張從正有往來。曾擔任太常寺太祝。晚年居郾城。天兴元年（1232年），蒙古軍入侵河南，九畴挈家逃往确山（今河南省确山县），半路上被蒙古士兵所俘，驅至廣平（今河北省鸡泽），病死途中。常德葬之於小商桥（今河南临颍县）。

## 延伸阅读
[在维基数据编辑]
 《金史·卷126》，出自脱脱《遼史》